# Покорное
 Покорное— деревня в Смоленской области России, в Смоленском районе. Расположена в западной части области в 8 км к северу от г. Смоленска, в 3 км севернее автомагистрали М1 «Беларусь», в 1 км к югу от железнодорожной ветки Смоленск — Озёрный.
Население — 250 жителей (2007 год). Административный центр Стабенского сельского поселения. Улицы: Школьная, Смоленская, Речная, Запольная, Спортивная.

## Экономика
Средняя школа.